# 齋藤はるか
齋藤 はるか（さいとう はるか、1988年〈昭和63年〉6月13日 - ）は、NHK山形放送局の契約キャスター。

## 経歴
大分県別府市出身。大分県立別府鶴見丘高等学校、法政大学キャリアデザイン学部を卒業した。
大学1年時の2008年11月に現役女子大生シンガー「彩東サリ」名義で1stシングル『愛してくれた人に』でデビューした。また、大分県中津市のNOAS FMの『彩東サリ上京ダイヤリー』のパーソナリティを務め、2011年にはミス大分に選出された。
2013年から、大分放送「津久見が見たい!つく味隊!」のリポーターを務めた。また、2017年からは、「かぼすタイム」にレギュラー出演した。
2018年4月からNHK大分放送局の契約キャスターとなり、「いろどりOITA」のキャスターを務め、2022年3月に同局を退局した。翌4月からNHK山形放送局の契約キャスターとなり、2023年3月まで「やままる」のリポーターを、同年4月からサブキャスターを務めている。

## 人物
- 好きな食べ物は、肉、魚、フルーツ、野菜、麺、米、からあげ

## 出演番組
彩東サリ時代
- 彩東サリ上京ダイヤリー（NOAS FM、木曜 17:30 - 17:45）

大分放送時代
- 津久見が見たい!つく味隊!（2013年 - 2015年3月）
- かぼすタイム（2015年4月 - 2017年3月、キャスター）[1]

NHK大分放送局時代
- いろどりOITA（2018年4月2日 - 2022年4月1日、キャスター）[2]

NHK山形放送局時代
- NHKニュースおはよう山形
- やままる[3]
  - 2022年4日4日 - 2023年3月31日 - リポーター
  - 2023年4月3日 - キャスター